# 约尔丹卡·东科娃
约尔丹卡·东科娃（1961年9月28日—），保加利亚女子田径运动员。她曾代表保加利亚参加1980年、1988年和1992年夏季奥林匹克运动会田径比赛，获得一枚金牌和一枚铜牌。